# Maksimilijan Mihelčič
Maksimilijan Mihelčič (né le 29 juillet 1905 à Laibach, alors en Autriche-Hongrie et mort le 29 mars 1958 à Zagreb, en Yougoslavie) est un footballeur slovène, international yougoslave.
Gardien de but majeur de la Yougoslavie d'avant la Seconde Guerre mondiale, il compte 18 sélections en équipe de Yougoslavie de 1925 à 1931, notamment lors des Jeux olympiques de 1928.

## Biographie
Maksimilijan Mihelčič débute au ŽŠK Hermes de Ljubljana en 1922. En 1924, il est recruté par le HŠK Građanski Zagreb. Il y fait ses preuves comme un gardien très agile et courageux, et remporte le championnat de Yougoslavie en 1926 et 1928. Appelé en équipe nationale, il y prend la suite de Dragutin Friedrich (en). Il est titulaire en 1927, est remplaçant pour les Jeux olympiques de 1928, puis retrouve la place de n°1. Le boycott des clubs serbes le prive de la Coupe du monde de football de 1930. Il assure sa 18e et dernière cape le 4 octobre 1931.
En 1934, il quitte Građanski pour le Spartak de Zagreb où il termine sa carrière. Il travaille ensuite comme chauffeur et devient après guerre formateur au Dinamo Zagreb. Il meurt en 1958, à 52 ans. 